# Torre de Claramunt
Torre de Claramunt (en catalán y oficialmente La Torre de Claramunt) es un municipio de Cataluña, España. Pertenece a la provincia de Barcelona, y se halla situado en el sur de la comarca de Noya, en el límite con la del Alto Panadés. 

Localización de Torre de Claramunt

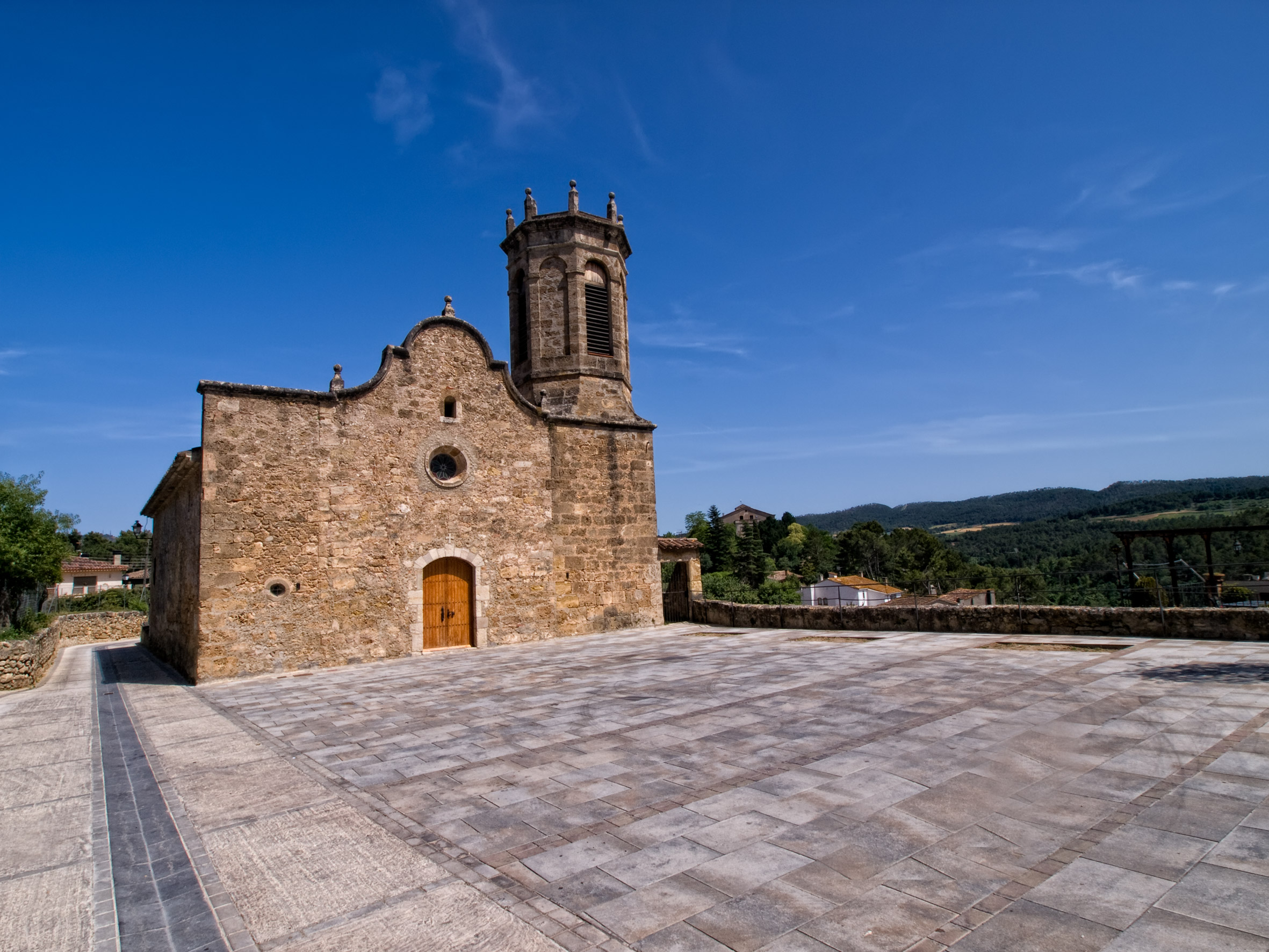
Iglesia de San Juan Bautista

## Demografía
Torre de Claramunt cuenta con una población de 4122 habitantes (INE 2024).
| Gráfica de evolución demográfica de Torre de Claramunt entre 1842 y 2021 |
| |
| Población de derecho según los censos de población del INE. Población de hecho según los censos de población del INE.En estos censos se denominaba Torre de Claramunt: 1842, 1857, 1860, 1877, 1887, 1897, 1900, 1910, 1920, 1930, 1940, 1950, 1960, 1970 y 1981. Entre el censo de 1857 y el anterior, crece el término del municipio porque incorpora a Vlanova d'Espoya. |

| 1900 | 1930 | 1950 | 1970 | 1981 | 1986 |
| ---- | ---- | ---- | ---- | ---- | ---- |
| 713  | 637  | 542  | 716  | 1220 | 1424 |

## Economía
Agricultura de secano, ganadería e industria papelera.

## Historia
Según Mossen Jaime Febrer en el año 814 llegaron desde Francia los caballeros de la casa de Claramunt, para ayudar al conde Ramón 
Berenguer a luchar contra los agarenos.
Dice Mossen Jaime Febrer en sus trovas que la divisa de los Claramunt era un monte con una flor de lis encima. Este blasón es muy visible en varios escudos del castillo, y el mismo escudo del municipio de Torre de Claramunt, honrando al linaje que creó el castillo y por ende el mismo pueblo.
Los caballeros del linaje de los Claramunt construyeron su fortaleza en la montaña que corona la actual La Pobla de Claramunt. Pero alrededor del año 1070 los señores del castillo de Claramunt construyeron una torre de vigilancia en una región cercana al castillo, con la finalidad de control del valle, camino de acceso a la cuenca de Odena y al Penedes. 
Con el tiempo, se formó el pueblo de La Torre de Claramunt alrededor de aquella torre. La saga de los Claramunt (originariamente Clairmont o Claremont) fueron señores del castillo principal hasta que en 1318 año en que lo vendieron y pasó a la casa de Cardona, no obstante los Claramunt continuaron residiendo en su castillo de Torre de Claramunt, que fueron ampliando desde el bloque central de la nave primigenia y. la primitiva torre. 
Tras años de declive económico y político, llegaron también a vender el castillo de Torre de Claramunt a la misma casa de Cardona (a la que también pertenecían pues el II vizconde de Cardona fue Bernardo Amat de Claramunt olim de Cardona , compartiendo las dos casas linaje durante varias generaciones, aunque pero siempre disputaron propiedades). Los señores de Clararamunt siguieron viviendo en el castillo de la Torre de Claramunt , con el beneplácito de los Cardona bajo la condición de castellanos.
Tras varias generaciones, fue en el año 1556 cuando pudieron recuperar de nuevo la total propiedad del señorío y también la jurisdicción de la cuenca de Odena. Fue bajo el control de la casa de Claramunt de Juan de Claramunt, este cabeza de familia realizó una de las más grandes ampliaciones del castillo en ese año, de hecho el blasón en piedra con la divisa de los Claramunt (un monte con una flor de lis encima) en el portal del patio principal del castillo con la fecha 1556 fue hecho colocar por él. Esta gran ampliación y reforma del castillo dieron a la fortaleza el que es su aspecto actual.
El archiduque Carlos de Austria, pretendiente al trono de España (Carlos III para los austriacistas) otorgó el título de condado de Claramunt a José Antonio de Ribera y de Espuny-Claramunt, señor de Torre de Claramunt y jefe cabeza de la casa de Claramunt en aquella época y ferviente austriacista, por sus grandes esfuerzo y lucha en favor de su causa. José Antonio de Ribera y de Espuny fue Capitán de la coronela de Barcelona. 
Felipe V le confiscó todos sus bienes y lo desterró preso en Burgos. Su hermano Carlos de Ribera y Espuny fue recluido también en León y murió allí en el destierro. No sería hasta en 1725 que fue liberado y que los Claramunt pudieron recuperar todos sus bienes. En 1722 el castillo había sido incendiado.
La señoría del castillo de torre de Claramunt en 1773, pasó tras diversas generaciones y enlaces matrimoniales a María del Pilar Calvo de Encalada-Orozco y Sentmenat de Agulló-Pinós-Fenollet, que ostentaba entre otros señoríos y títulos los de Marquesado de Gironella, Marquesado de Villa Palma de Encalada y Marquesado de Saudin. Casó con José María de Febrer y Calderón, conde de Lago (Nápoles). María del Pilar Calvo de Encalada-Orozco y Sentmenat de Agulló-Pinós-Fenollet, quiso repartir sus títulos mobiliarios entre sus hijos y pidió permiso a su majestad para poder realizarlo.
Su hijo primogénito José María de Febrer y Calvo Encalada, fue el marqués de Villa-Palma de Encalada, cabeza de la casa de Claramunt fue el continuador de la saga y del dominio del castillo de Torre de Claramunt. Caso con Matilde Sanllehy i Alrich ( hermana de Domenec Sanllehy Alrich,  alcalde de Barcelona). El marqués de Villapalma de Encalada y su esposa hicieron muy importantes obras de restauración en el castillo, en el foso seco y su muralla y también en la muralla principal del castillo.
El marqués de Gironella, su hermano Manuel de Febrer y Calvo Encalada, se construyó un nuevo gran Casal, que es conocido por la Torre Nova y que en 1930 fue vendido a particulares. Actualmente los propietarios de la Torre Nova son una familia holandesa que lo han convertido en un alojamiento rural de lujo.
El continuador de la saga de los Claramunt y señor del castillo de Torre de Claramunt fue José María de Febrer y Sanllehy, también marqués de Villapalma de Encalada. 
Su hijo primogénito, José Antonio de Febrer y Monforte,  señor del castillo, fue alcalde de Torre de Claramunt en los años 50 y realizó muchas mejoras, destaca la vía de comunicación del pueblo con Capellades, aún existente. Casó en la iglesia del pueblo con doña Margarita de los Ríos Magriña, que fue hija predilecta de Torre de Claramunt. Vivió y murió en el castillo y está enterrado en el cementerio del pueblo en el sepulcro familiar.
Los actuales señores del castillo y descendientes de la saga de los Claramunt, son sus seis hijos, los hermanos de Febrer de los Ríos; José María, Mercedes, Emilio, Antoñita, Juan y Margarita.
El cabeza de la casa de Claramunt actual es José María de Febrer y de los Ríos, que fue aparejador municipal de Torre de Claramunt en los años 80 y reside en el castillo de la Torre de Claramunt.
En 1985 inició un expediente de mejor derecho de sucesión para rehabilitar el título de conde de Claramunt de su antepasado. Tras un informe del Ministerio de Justicia a su favor y dos dictámenes del Consejo de Estado solicitando la rehabilitación a su nombre. El expediente no se cerró y no llegó a remitirse la carta real de sucesión.